# Mikroregion Dourados

Mikroregion Dourados

Mikroregion Dourados – mikroregion w brazylijskim stanie Mato Grosso do Sul należący do mezoregionu Sudoeste de Mato Grosso do Sul.

## Gminy
- Amambai;
- Antônio João;
- Aral Moreira;
- Caarapó;
- Douradina;
- Dourados;
- Fátima do Sul;
- Itaporã;
- Juti;
- Laguna Carapã;
- Maracaju;
- Nova Alvorada do Sul;
- Ponta Porã;
- Rio Brilhante;
- Vicentina.